# Woiwodschaft Sieradz (bis 1793)

Die Woiwodschaft Sieradz (rot) im Königreich Polen-Litauen

Die Woiwodschaft Sieradz (polnisch Województwo sieradzkie) war eine Verwaltungseinheit in der großpolnischen Provinz als Teil des Königreiches Polen beziehungsweise Polen-Litauens. Sie bestand vom Jahr 1339 bis 1795. Sitz des Woiwoden war die Stadt Sieradz. Die Sejm-Abgeordneten trafen sich regelmäßig in Szadek zu einem Generalsejmik. Im späten 16. Jahrhundert hatte sie eine Fläche von 12.525 km², davon das im frühen 15. Jahrhundert angeschlossene Weluner Land 3514 km². Die Woiwodschaft gehörte zur Provinz Großpolen, wurde aber oft mit der Woiwodschaft Łęczyca als Łęczyca-Sieradz zusammengefasst und als eine von Großpolen und Kleinpolen (der örtliche Dialekt ist als Teil des Kleinpolnisches klassifiziert) separate historische Landschaft betrachtet. Beide Gebiete machen heute die Mehrheit des Territoriums der Woiwodschaft Łódź aus.
Um das Jahr 1600 gab es 45 Städte, davon 29 im Sieradzer und 16 im Weluner Land, 14 bzw. 2 hatten über 1000 Einwohner. Im 16. Jahrhundert gab es außerdem 1411 Dörfer, davon verzeichneten nur 27 Dörfer jeweils mehr als 200 Einwohner.
Die Mehrheit der Einwohner gehörte der römisch-katholischen Kirche an. Um das Jahr 1600 gab es 203 Pfarreien. Die Mehrheit gehörte zum Erzbistum Gnesen, während fast der ganze Kreis Ostrzeszów mit über 20 Pfarreien im äußersten Westen sowie Starokrzepice an der Liswarta im Süden zum schlesischen Breslau gehörten. Um die Jahrhundertwende des 17. Jahrhunderts bestanden außerdem etwa 15 protestantische Gemeinden (meistens Helvetischen Bekenntnisses, also kalvinistisch); darunter die größte Häufung: 10, im Weluner Land.
Im Zuge der zweiten polnischen Teilung 1793 ging das Gebiet mit um 290.000 Einwohnern zur Provinz Südpreußen.
Die Woiwodschaft wurde in sechs Kreise getrennt: Piotrków, Radom, Sieradz, Szadków und im Weluner Land Ostrzeszów und Wieluń.